# سيدني سميث (ممثل)
سيدني سميث (بالإنجليزية: Sid Smith)‏ هو ممثل أمريكي، ولد في 28 فبراير 1893 في الولايات المتحدة، وتوفي في 4 يوليو 1928 بلوس أنجلوس في الولايات المتحدة.

## وصلات خارجية
- سيدني سميث على موقع IMDb (الإنجليزية)